# بازگشت (فیلم ۲۰۱۱)
بازگشت (انگلیسی: Return) فیلمی مستقل است که در سال ۲۰۱۱ منتشر شد. از بازیگران آن می‌توان به لیندا کاردلیانی، مایکل شنون و جان اسلتری اشاره کرد.

## داستان فیلم
کلی (کاردلیانی)، در حال بازگشت از دورهٔ وظیفه نظامی خود در خاورمیانه، امید زیادی برای از سرگیری زندگی قدیمی خود در شهر خود دارد. امیدهای او طی روابطش با خانواده و دوستانش به‌تدریج از بین می‌رود، زیرا نمی‌تواند با تغییرات آن‌ها سازگار شود. کلی به فرزندانش توجه لازم را ندارد و پس از مدتی کار کسل‌کنندهٔ کارخانه را رها می‌کند. یک روز او خیانت شوهرش مایک (شنون) را کشف می‌کند، با دوستانش نوشیدنی الکلی می‌نوشد و سپس هنگام رانندگی توسط پلیس متوقف می‌شود. در طول جلسات درمان (به دستور دادگاه)، او با بود (اسلاتری)، کهنه سرباز جذاب، آشنا می‌شود. او دچار یک شکست تدریجی می‌شود، اما همچنان تلاش خود را برای برقراری مجدد زندگی ادامه می‌دهد.